# Сарыглар, Айдын Николаевич
Айдын Николаевич Сарыглар (род. 22 февраля 1988, Сарыг-Сеп, Тувинская АССР, РСФСР, СССР) — российский политический деятель, член партии «Единая Россия», заместитель министра здравоохранения Республики Тыва. С 2021 года депутат Государственной думы VIII созыва от Республики Тыва.

## Биография
Айдын Сарыглар родился 22 февраля 1988 года в селе Сарыг-Сеп Каа-Хемского района Республики Тыва в семье педагогов. В 2005 году окончил Республиканский лицей-интернат, в 2011 — Московский государственный медико-стоматологический университет, в 2013 — клиническую ординатуру на базе Новокузнецкого государственного института усовершенствования врачей по специальности «травматология и ортопедия». В 2015—2016 годах был исполнительным директором, в 2016—2019 годах — членом правления общественной организации «Медицинская палата Республики Тыва».
В 2018 году Сарыглар стал депутатом Хурала представителей города Кызыла. В 2021 году был назначен заместителем министра здравоохранения Республики Тыва. 19 сентября 2021 года избран депутатом Государственной Думы от «Единой России».
Из-за поддержки российской агрессии и нарушения территориальной целостности Украины во время российско-украинской войны находится под персональными международными санкциями разных стран: всех государств Европейского союза, Канады, Швейцарии, Австралии, Великобритании, США, Японии, Новой Зеландии, Украины.
Сарыглар женат, у него есть ребёнок.